# Luis Lobo
Luis Lobo (Buenos Aires, 9 november 1970) is een voormalig Argentijns tennisser die tussen 1991 en 2003 uitkwam in het professionele circuit.
Lobo is vooral bekend als gravelspecialist in het dubbelspel,hij heeft in zijn carrière twaalf ATP-dubbeltoernooien op zijn naam geschreven en stond daarnaast nog in acht finales. 
Op de Pan-Amerikaanse Spelen van 1995 in Mar del Plata veroverde Lobo de gouden medaille in het dubbelspel met Javier Frana.

## Palmares
| Legenda                       | Legenda               |
| ----------------------------- | --------------------- |
| Grand Slam                    |                       |
| Olympische Spelen             |                       |
| tot 2009                      | vanaf 2009            |
| Tennis Masters Cup            | ATP Finals            |
| ATP Masters Series            | ATP Tour Masters 1000 |
| ATP International Series Gold | ATP Tour 500          |
| ATP International Series      | ATP Tour 250          |

### Dubbelspel
| Nr.                           | Datum             | Toernooi         | Ondergrond | Partner           | Tegenstanders in finale            | Score         | Details |
| ----------------------------- | ----------------- | ---------------- | ---------- | ----------------- | ---------------------------------- | ------------- | ------- |
| Gewonnen finales herendubbel  |                   |                  |            |                   |                                    |               |         |
| 1.                            | 10 oktober 1994   | ATP Athene       | Gravel     | Javier Sánchez    | Cristian Brandi Federico Mordegan  | 5–7, 6–1, 6–4 | Details |
| 2.                            | 17 juli 1995      | ATP Gstaad       | Gravel     | Javier Sánchez    | Arnaud Boetsch Marc Rosset         | 6–7, 7–6, 7–6 | Details |
| 3.                            | 28 augustus 1995  | ATP Umag (1)     | Gravel     | Javier Sánchez    | David Ekerot László Markovits      | 6–4, 6–0      | Details |
| 4.                            | 22 april 1996     | ATP Barcelona    | Gravel     | Javier Sánchez    | Neil Broad Piet Norval             | 6–1, 6–3      | Details |
| 5.                            | 18 augustus 1996  | ATP Umag (2)     | Gravel     | Pablo Albano      | Ģirts Dzelde Udo Plamberger        | 6-4, 6-1      | Details |
| 6.                            | 13 januari 1997   | ATP Sydney       | Hardcourt  | Javier Sánchez    | Paul Haarhuis Jan Siemerink        | 6–4, 6–7, 6–3 | Details |
| 7.                            | 10 maart 1997     | ATP Scottsdale   | Gravel     | Javier Sánchez    | Jonas Björkman Rick Leach          | 6–3, 6–3      | Details |
| 8.                            | 12 mei 1997       | ATP Hamburg      | Gravel     | Javier Sánchez    | Neil Broad Piet Norval             | 6–3, 7–6      | Details |
| 9.                            | 6 oktober 1997    | ATP Boekarest    | Gravel     | Javier Sánchez    | Hendrik Jan Davids Daniel Orsanic  | 7–5, 7–5      | Details |
| 10.                           | 2 november 1997   | ATP Bogota       | Gravel     | Fernando Meligeni | Karim Alami Maurice Ruah           | 6–1, 6–3      | Details |
| 11.                           | 29 juli 2001      | ATP Kitzbühel    | Gravel     | Àlex Corretja     | Simon Aspelin Andrew Kratzmann     | 6–1, 6–4      | Details |
| 12.                           | 29 september 2002 | ATP Palermo      | Gravel     | Lucas Arnold Ker  | František Čermák Leoš Friedl       | 6–4, 4–6, 6–2 | Details |
| Verloren finales heren dubbel |                   |                  |            |                   |                                    |               |         |
| 1.                            | 16 januari 1995   | ATP Auckland     | Hardcourt  | Javier Sánchez    | Grant Connell Patrick Galbraith    | 4-6, 3-6      | Details |
| 2.                            | 6 maart 1995      | ATP Scottsdale   | Hardcourt  | Javier Sánchez    | Trevor Kronemann David Macpherson  | 6-4, 3-6, 4-6 | Details |
| 3.                            | 30 april 1995     | ATP Monte Carlo  | Gravel     | Javier Sánchez    | Jacco Eltingh Paul Haarhuis        | 3-6, 4-6      | Details |
| 4.                            | 7 mei 1995        | ATP München      | Gravel     | Javier Sánchez    | Trevor Kronemann David Macpherson  | 3-6, 4-6      | Details |
| 5.                            | 6 mei 1996        | ATP Praag        | Gravel     | Javier Sánchez    | Jevgeni Kafelnikov Daniel Vacek    | 3-6, 7-6, 3-6 | Details |
| 6.                            | 22 juli 2001      | ATP Amsterdam    | Gravel     | Àlex Corretja     | Paul Haarhuis Sjeng Schalken       | 4-6, 2-6      | Details |
| 7.                            | 17 februari 2002  | ATP Viña del Mar | Gravel     | Lucas Arnold Ker  | Gastón Etlis Martín Rodríguez      | 3-6, 4-6      | Details |
| 8.                            | 14 april 2002     | ATP Casablanca   | Gravel     | Martín García     | Stephen Huss Myles Wakefield       | 4–6, 2–6      | Details |
| Gewonnen finales herendubbel  |                   |                  |            |                   |                                    |               |         |
| 1.                            | 11 november 1991  | São Paulo-4      | Gravel     | Pablo Albano      | Ricardo Camargo José Daher         | 7-5, 7-6      |         |
| 2.                            | 3 juli 1994       | Porto            | Gravel     | Javier Sánchez    | Jorge Lozano Roberto Saad          | 7-6, 6-3      |         |
| 3.                            | 10 juli 1994      | Eisenach         | Gravel     | Brendan Curry     | Marcelo Charpentier Miguel Pastura | 5-7, 6-1, 6-3 |         |
| 4.                            | 21 augustus 1994  | Genève           | Gravel     | Daniel Orsanic    | Brett Dickinson Glenn Wilson       | 1-6, 7-6, 6-4 |         |
| 5.                            | 19 februari 1995  | Mar del Plata    | Gravel     | Javier Frana      | Jordi Burillo Hernán Gumy          | 7-6, 6-0      |         |
| 6.                            | 24 september 1995 | Barcelona (1)    | Gravel     | Javier Sánchez    | José Antonio Conde Nuno Marques    | 6-4, 6-7, 6-4 |         |
| 7.                            | 13 november 1996  | Barcelona (2)    | Gravel     | Javier Sánchez    | Nicolás Lapentti Fabrice Santoro   | ABN           |         |
| 8.                            | 21 oktober 2001   | Brasilia-2       | Gravel     | Daniel Orsanic    | Daniel Melo Alexandre Simoni       | Walk-over     |         |

## Prestatietabellen
| Legenda | Legenda                          |
| ------- | -------------------------------- |
| g.t.    | geen toernooi gehouden           |
| l.c.    | lagere categorie                 |
| –       | niet deelgenomen                 |
| G       | uitgeschakeld in de groepsfase   |
| 1R      | uitgeschakeld in de eerste ronde |
| 2R      | uitgeschakeld in de tweede ronde |
| 3R      | uitgeschakeld in de derde ronde  |
| 4R      | uitgeschakeld in de vierde ronde |
| KF      | uitgeschakeld in de kwartfinale  |
| HF      | uitgeschakeld in de halve finale |
| F       | de finale verloren               |
| W       | het toernooi gewonnen            |
| w-v     | winst/verlies-balans             |

### Prestatietabel grand slam, dubbelspel
| Toernooi        | 1995 | 1996 | 1997 | 1998 | 1999 | 2000 | 2001 | 2002 | 2003 |
| --------------- | ---- | ---- | ---- | ---- | ---- | ---- | ---- | ---- | ---- |
| Australian Open | 1R   | 2R   | 3R   | KF   | –    | –    | –    | –    | 2R   |
| Roland Garros   | 1R   | 3R   | 2R   | 2R   | –    | –    | –    | 1R   | 1R   |
| Wimbledon       | –    | –    | –    | –    | –    | –    | –    | 2R   | –    |
| US Open         | 1R   | KF   | 1R   | KF   | 2R   | –    | 2R   | 1R   | –    |